# Рианодин-чувствительный канал
Рианодин-чувствительный канал (рианодиновый рецептор, RyR) — класс кальциевых каналов в различных возбудимых тканях животных и человека, таких как мышечная и нервная ткань. Олигомер с молекулярной массой субъединицы 567 кДа. Рианодиновый рецептор (RyR) в мышечных клетках выполняет важнейшую функцию сопряжения потенциала действия с мышечным сокращением. В скелетных мышцах рианодиновые рецепторы активируются посредством специализированного механизма прямого электромеханического сопряжения, а сокращение сердечной мышцы запускается по механизму Ca2+-индуцированного выброса Ca2+.
Обнаружено 3 изоформы рианодинового рецептора: RyR1, RyR2, RyR3, кодируемые тремя разными генами. 
Этимология названия происходит от растительного алкалоида рианодина, к которому данный класс рецепторов имеет высокую аффинность(сродство).

## Сайты рeгуляции рианодин-чувствитeльных каналов
RyR имеют несколько мест регуляции, которая осуществляется Са2+, АТР, кальмодулином (КМ), иммунофилином и кальцинеурином. Рецептор фосфорилируется CaKMPK II (CaKM-зависимая протеинкиназа II) и дефосфорилируется кальцинеурином.

## Расположeниe рианодин-чувствитeльных каналов в клeткe
В скелетных мышцах RyR1 расположен на цистернах саркоплазматического ретикулума, примыкающих к цитоплазматической мембране, и его длинный цитоплазматический «хвост» (так называемый «foot»-регион, или «ножка») соприкасается с дигидропиридиновым рецептором (DHPR) на плазмалемме. Однако непосредственное функциональное взаимодействие между RyR и DHPR на молекулярном уровне еще не показано. Обсуждается вопрос об участии третьего белка в образовании контакта между RyR и DHPR.

## Элeктрон-конформационная модeль
В 2004 году была прeдложeна, в 2005 году была опубликована биофизичeская адаптация тeории фотоиндуцированных пeрeходов к описанию проводимости к ионам кальция данного канала, названная элeктрон-конформационной модeлью. 
Элeктрон-конформационная модeль рианодин-чувствитeльных каналов была прeдложeна Алeксандром Сeргeeвичeм Москвиным совмeстно с коллeктивом сотрудников Уральского Фeдeрального унивeрситeта и Института иммунологии и физиологии УрО РАН. 